# Белошицкий, Павел Васильевич
Павел Васильевич Белошицкий (08.02.1937 — 08.02.2022) — советский и украинский учёный в области космической медицины, космической биологии, криобиологии, доктор медицинских наук, лауреат Государственной премии Украины в области науки и техники (2000), академик НАНУ (2005).

## Биография
Родился 8 февраля 1937 г. в Киеве. В 1946 г. переехал с родителями в Бучу, где учился в школе.
Окончил лечебный факультет Киевского медицинского института им. А. А. Богомольца (1961), аспирантуру лаборатории космической физиологии КМИ и механико-математический факультет Киевского университета им. Т. Г. Шевченко (1972). Первый врач в СССР, получивший специальность «космическая физиология» (1964).
В 1965 г. защитил кандидатскую диссертацию «Повышение устойчивости гипотермированных и зимоспящих животных к факторам космического полета», в 1982 г. докторскую «Транспорт и утилизация кислорода при длительной гипотермии».
Работал в Институте физиологии им. Богомольца АН Украинской ССР: младший, старший научный сотрудник, заместитель начальника Эльбрусских экспедиций (1964—1972), заведующий Эльбрусской медико-биологической станцией (ЕМБС) (1972—2006).
Первый заместитель директора Международного центра астрономических и медико-экологических исследований (с 1993 г.).
Под его руководством и при непосредственном участии в 1966—1968 годах в кратере г. Эльбрус была смонтирована лаборатория и осуществлена первая в мире посадка вертолёта на высоте 5621 м.
В 2006 г. был уволен из Института физиологии НАНУ «в связи с истечением срока контракта».
В 2009—2014 гг. — профессор кафедры фундаментальной подготовки Института искусств художественного моделирования и дизайна им. Сальвадора Дали.
Академик НАНУ (2005).
В 2000 г. за цикл работ «Фундаментальные исследования гипоксических состояний и использования в медицине и спорте методов адаптации к недостатку кислорода» в составе авторского коллектива стал лауреатом Государственной премии Украины в области науки и техники.
Чемпион Украины по альпинизму в высотно-возрастном классе (1997).

## Научные труды
- Летопись медико-биологических исследований в Приэльбрусье (1929—2006 гг.) [Текст]: [монография] / П. В. Белошицкий; Украинская акад. наук. — Киев: [б. и.], 2014. — 543 с.: ил., портр., факс.; 22 см; ISBN 978-966-2374-51-3 : 150 экз.
- П. В. Белошицкий, В. А. Барабой, А. Н. Красюк. Пострадиационная реабилитация в условиях гор. Киев, 1996. 229 с.